# 晴海通り

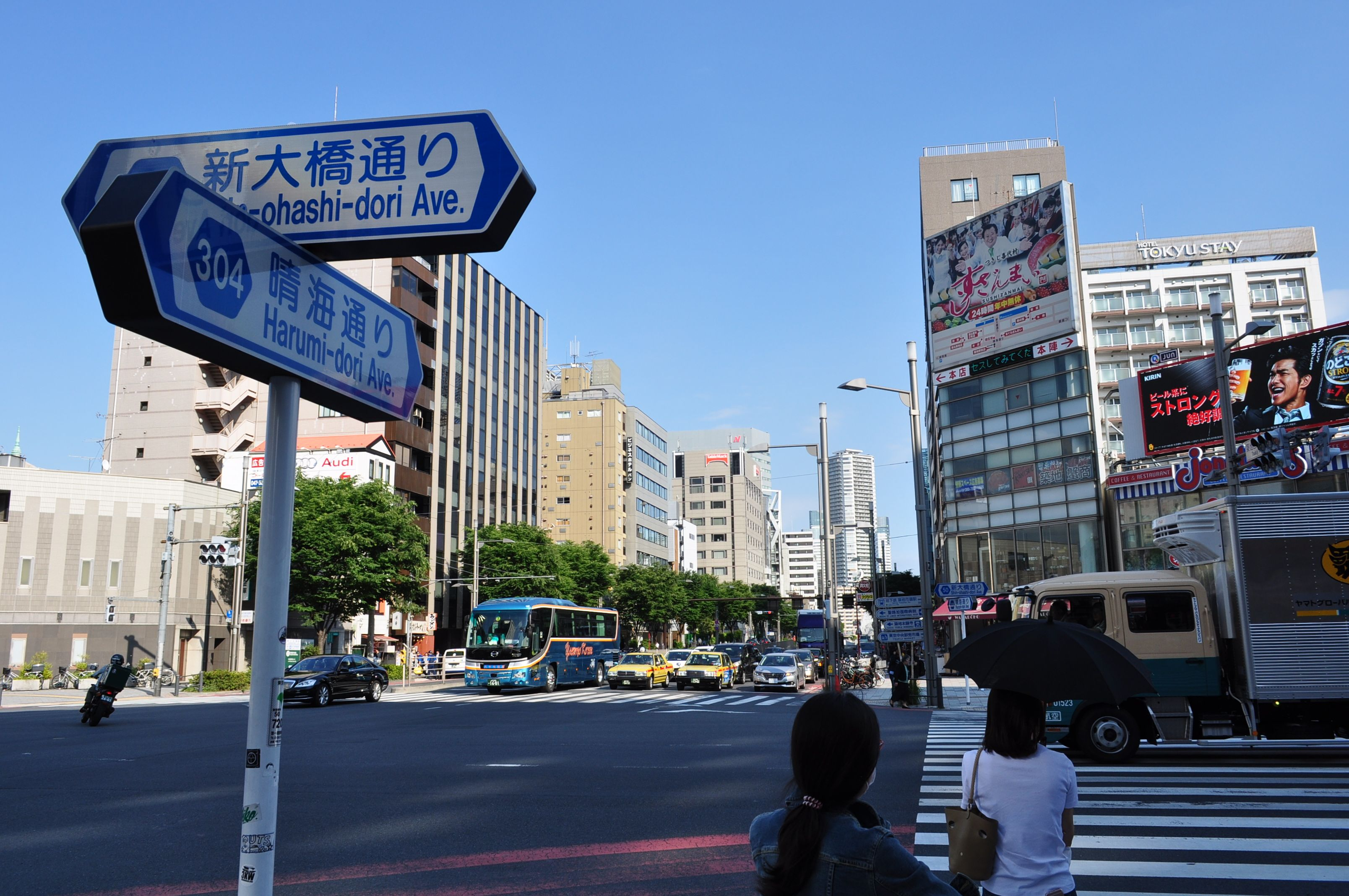
新大橋通りとの交点、築地四丁目交差点

晴海通り（はるみどおり）は、東京都千代田区の祝田橋交差点から江東区の東雲交差点へ至る道路の通称である。

## 構成路線
- 国道1号
  - 祝田橋交差点 - 日比谷交差点
- 東京都道304号日比谷豊洲埠頭東雲町線
  - 日比谷交差点 - 東雲交差点